# Тюрнявя
Тюрнявя (фін. Tyrnävä — громада в провінції Північна Остроботнія, Фінляндія. Загальна площа території  — 494,89 км, з яких 3,07 км²  — вода. 

## Демографія
На 31 січня 2011 в громаді Тюрнявя проживало 6421 чоловік: 3266 чоловіків і 3155 жінок. 
Фінська мова є рідною для 99,19% жителів, шведська — для 0,19%. Інші мови є рідними для 0,62% жителів громади. 
Віковий склад населення: 
- до 14 років  — 31,43%
- від 15 до 64 років  — 57,87%
- від 65 років  — 10,62%

Зміна чисельності населення за роками:  
| Рік  | Чисельність |
| ---- | ----------- |
| 1980 | 3900        |
| 1990 | 4387        |
| 2000 | 5035        |
| 2010 | 6416        |
| 2011 | 6421        |